# 135e méridien ouest
En géographie, le 135e méridien ouest est le méridien joignant les points de la surface de la Terre dont la longitude est égale à 135° ouest.

## Géographie

### Dimensions
Comme tous les autres méridiens, la longueur du 135e méridien correspond à une demi-circonférence terrestre, soit 20 003,932 km. Au niveau de l'équateur, il est distant du méridien de Greenwich de 15 028 km,.
Avec le 45e méridien est, il forme un grand cercle passant par les pôles géographiques terrestres.

### Régions traversées
En commençant par le pôle Nord et descendant vers le sud au pôle Sud, Le 135e méridien ouest passe par:
| Coordonnées           | Pays, territoire ou mer | Notes |
| --------------------- | ----------------------- | --- |
| 90° 00′ N, 135° 00′ O | Océan Arctique          | |
| 74° 33′ N, 135° 00′ O | Mer de Beaufort         | |
| 69° 28′ N, 135° 00′ O | Canada                  | Territoires du Nord — Île Richards et le continent, passe par Aklavik Yukon — à partir de 67° 00′ N, 135° 00′ O (passe juste à l'est de Whitehorse à 60° 43′ N, 135° 03′ O) Colombie-Britannique — à partir de 60° 00′ N, 135° 00′ O |
| 59° 19′ N, 135° 00′ O | États-Unis              | Alaska — Alaska du Sud-Est (continent) |
| 58° 47′ N, 135° 00′ O | Canal Lynn              | |
| 58° 31′ N, 135° 00′ O | États-Unis              | Alaska — Île Lincoln |
| 58° 29′ N, 135° 00′ O | Canal Lynn              | Passe juste à l'ouest de Île de l'Amirauté, Alaska, États-Unis (à 58° 21′ N, 134° 57′ O) |
| 58° 03′ N, 135° 00′ O | États-Unis              | Alaska — Île Chichagof and Île Baranof |
| 56° 29′ N, 135° 00′ O | Océan Pacifique         | |
| 23° 06′ S, 135° 00′ O | Polynésie française     | Île de Mangareva |
| 23° 07′ S, 135° 00′ O | Océan Pacifique         | |
| 60° 00′ S, 135° 00′ O | Océan Austral           | |
| 74° 31′ S, 135° 00′ O | Antarctique             | Liste des territoires non revendiqués |

### liens internes
- Méridien
- 135e méridien est
- 134e méridien ouest
- 136e méridien ouest